# Premier méridien
Ne doit pas être confondu avec 1er méridien ouest ou 1er méridien est.

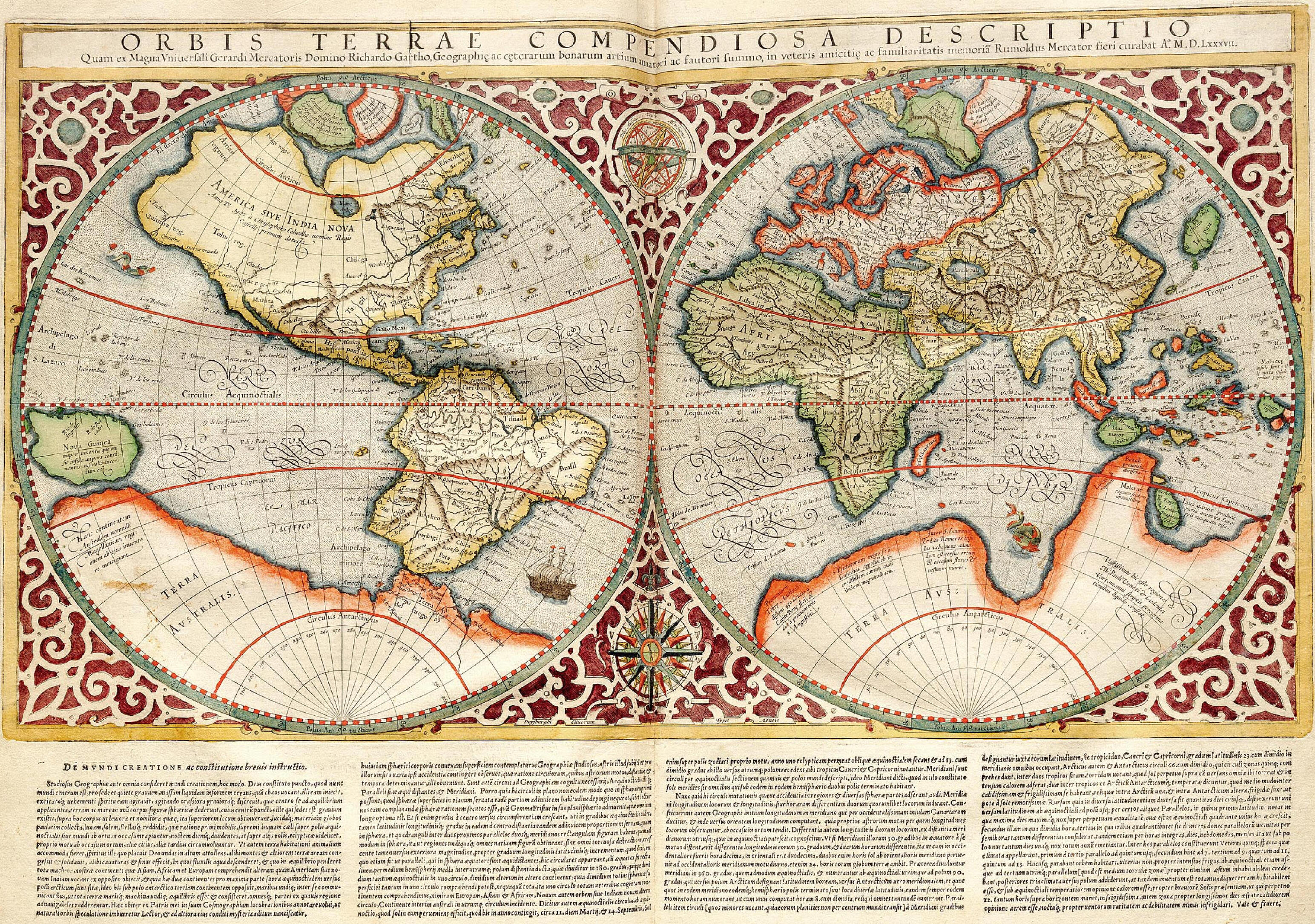
Dans son Atlas Cosmographicae (1595), Gérard Mercator a utilisé un premier méridien proche de 25°W, passant juste à l'ouest de l'île Santa Maria dans les Açores, dans l'océan Atlantique. Son 180e méridien longe le détroit d'Anián (détroit de Béring).

Un premier méridien (ou méridien origine) est un méridien qui, en cartographie, sert de référence de longitude, c’est-à-dire 0° de longitude, à l'échelle d'un corps céleste.
À la différence des parallèles, qui sont entièrement définis par l'axe de rotation d'un objet céleste, le choix d'un premier méridien est la plupart du temps arbitraire.
Le premier méridien terrestre actuel, le méridien de Greenwich, sert également de référence pour la définition des fuseaux horaires.

## Terre

### Histoire
Au IIe siècle av. J.-C., à la suite de son prédécesseur Marinos de Tyr, Ptolémée place dans sa Géographie le premier méridien dans les îles des Bienheureux, identifiées comme la partie occidentale des îles Canaries, à l'époque le point le plus occidental du monde connu. Cette position à l'extrémité ouest  permet de réaliser des cartes avec des longitudes exclusivement positives. En Europe, la Géographie de Ptolémée reste une référence jusqu'aux grandes découvertes maritimes des XVe et XVIe siècles.
Au XIVe siècle, Nicolas Oresme, évêque de Lisieux et conseiller du roi de France Charles V, affirme qu'il faudrait aussi une ligne de démarcation qui déterminerait quand commence chaque jour calendaire.

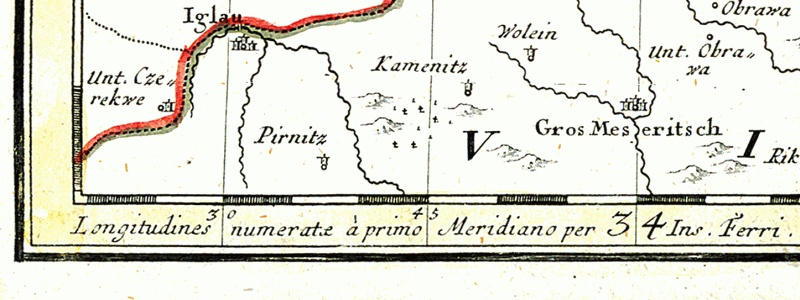
Détail d'une carte de Haute-Silésie datant de 1746, comportant le texte en latin : Longitudines numeratæ à primo Meridiano per [[El Hierro|Ins[ulam] Ferri]].

À partir du XVIe siècle, chaque puissance maritime européenne choisit un méridien d'origine qui lui est propre : l'île de Terceira aux Açores pour le Portugal, Tolède pour l'Espagne, Tenerife aux Canaries pour les Pays-Bas, etc. Conscient des problèmes posés par cette pluralité de références, le roi de France Louis XIII réunit en 1634 les plus importants géographes et astronomes d'Europe pour qu'ils s'accordent sur la définition d'un premier méridien unique. Fortement imprégnés des idées de Ptolémée, les savants décident de le situer à El Hierro, alors appelée « île de Fer ». Bien que ne s'adressant qu'aux cartographes français, le choix du méridien de Ferro est durablement acceptée par de nombreux géographes européens, en dehors du monde britannique.
Au milieu du XIXe siècle, avec la puissante marine britannique, deux tiers des navigateurs dans le monde se réfèrent au méridien de l'observatoire de Greenwich, proche de Londres. De plus, dans cette période, les transports tant maritimes que ferroviaires se densifient. Et comme leur organisation se mondialise, leur coordination internationale devient nécessaire. En 1884, la Conférence internationale de Washington recommande que Greenwich deviennent la référence mondiale de la cartographie et des fuseaux horaires (suivant le temps moyen de Greenwich). Ces standards sont adoptés par 25 pays ; 22 pays ont voté pour, La République dominicaine a voté contre, la France et le Brésil se sont abstenus. Puis leur usage s'est progressivement étendu au reste de la planète.
Depuis la fin du XXe siècle, la cartographie, la navigation et l'aviation s'appuient sur le système géodésique mondial dit WGS 84. Celui-ci utilise le méridien de référence de l'IERS. Sa longitude 0° se situe environ 5.3102″ (secondes d'arc) à l'est du méridien de Greenwich, ce qui équivaut pour cette latitude à environ 102,5 m. Quant au temps universel coordonné, qui remplace désormais le temps moyen de Greenwich, sa mesure intègre le temps atomique international aux calculs géodésiques et astronomiques de la rotation terrestre.

### Anciens méridiens de référence
D'autres premiers méridiens ont été utilisés ou proposés, par le passé, par différents pays :
- Méridien d'Alexandrie (29° 53′ E″)
- Méridien de Berlin (13° 24′ E)
- Méridien de Berne (7° 26′ 22,5″ E)
- Méridien de Bruxelles (4° 21′ 36,8″ E)
- Méridien (es) de Cadix
- Méridien de Copenhague (12° 34′ 32,25″ E)
- Méridien de l'Île de Fer aux Canaries (17° 39′ 46,02″ O)
- Méridien (en) de Florence (11° 45′ E)
- Méridien de Jérusalem (35° 13′ 47,1″ E)
- Méridien de Kyoto (135° 74′ E)
- Méridien de Lisbonne (9° 07′ 54,862″ O)
- Méridien de Madrid (3° 41′ 16,48″ O)
- Méridien d'Oradea en Roumanie (21° 55′ 16″ E)
- Méridien d'Oslo (Kristiania) (10° 43′ 22,5″ E)
- Méridien de Paris (2° 20′ 14,025″ E)
- Méridien de Philadelphie (75° 10′ 12″ O)
- Méridien de Pise en Italie (10° 24′ E)
- Méridien de Pulkowa à Saint-Pétersbourg (30° 19′ 42,09″ E)
- Méridien de Rio de Janeiro (43° 10′ 19″ O)
- Méridien de Rome (12° 27′ 08,04″ E)
- Méridien de Stockholm (18° 03′ 29,8″ E)
- Méridien (en) de Tenerife
- Méridien de Terceira (27° 02′ O)
- Méridien de Tolède
- Méridien d'Ujjain[5] utilisé dans l'astronomie et les calendriers indiens (75° 47′ E)
- Méridien d'Uppsala
- Méridien de Varsovie (21° 00′ 42″ E)
- Méridiens (en) de Washington (77° 03′ 02,3″ O)

### Méridiens de référence en France
Après les travaux de géographes et astronomes européens réunis par Louis XIII en 1634, il est décrété par ordonnance que toutes les cartes et globes terrestres de France doivent utiliser le méridien de l'île de Fer comme référence de l'origine des longitudes. Elle est officiellement abandonnée en 1792 au profit du méridien de Paris.
Le gouvernement français adopte le méridien de Greenwich, comme premier méridien, le 9 mars 1911. Dans la nuit du 18 au 19 mars 1911, toutes les horloges de France ont été arrêtées à minuit, puis relancées 9 minutes et 21 secondes plus tard afin de se mettre en concordance avec le temps universel (GMT).[source insuffisante]
La loi de 1911 a été remplacée le 9 août 1978 par un décret qui stipule que « le temps légal est obtenu en ajoutant ou en retranchant un nombre entier d’heures au temps universel coordonné ».
Le système de référence géodésique français NTF, également employé dans certains pays d'Afrique du Nord, utilisait encore le méridien de Paris comme origine des longitudes, pour des coordonnées exprimées en grades, jusqu'à l'adoption du Réseau géodésique français RGF93.

## Autres corps célestes
Un premier méridien a été défini pour d'autres objets du système solaire :
- Sur la Lune, il passe directement au milieu de la face visible depuis la Terre, près du cratère Bruce. Plus généralement, pour les objets dont la rotation est synchrone, il est possible d'adopter la position moyenne du point qui fait directement face au corps autour duquel ils tournent comme origine des longitudes. Cette convention est généralement adoptée pour Io, Europe, Ganymède, Callisto ou Titan.
- Sur Mercure, la longitude 20° E est définie par un petit cratère nommé Hun Kal (« 20 » en maya) .
- Sur Vénus, le cratère Ève, dans Alpha Regio, sert de référence des longitudes.
- Sur Mars, le premier méridien est défini par le cratère Airy-0.
- Sur les géantes gazeuses, qui ne semblent pas posséder de surface solide et dont l'atmosphère tourne à des vitesses différentes selon la latitude, plusieurs systèmes peuvent être employés, comme de prendre pour référence le champ magnétique de ces  planètes.
- Les lunes des géantes gazeuses, du moins celles qui n'en sont pas trop éloignées, sont presque toujours en rotation synchrone, et on peut alors définir le méridien origine comme étant celui du point sub-primaire (le point de la face de la lune qui a l'objet primaire à son zénith).